# Aceras anthropomorpha
Aceras anthropomorpha là một loài thực vật có hoa trong họ Lan. Loài này được (Pers.) Steud. mô tả khoa học đầu tiên năm 1840.